# Crinale Pichea - Rocchetta
Crinale Pichea - Rocchetta este o arie protejată (arie specială de conservare — SAC, sit de importanță comunitară — SCI, arie de protecție specială avifaunistică — SPA) din Italia întinsă pe o suprafață de 1.009 ha, integral pe uscat.

## Localizare
Centrul sitului Crinale Pichea - Rocchetta este situat la coordonatele 45°54′56″N 10°46′09″E / 45.915556°N 10.769167°E.

## Înființare
Situl Crinale Pichea - Rocchetta a fost declarat sit de importanță comunitară în iunie 1995 pentru a proteja 2 specii de plante și 22 de specii de animale. Alte tipuri de protecție:
- arie de protecție specială avifaunistică (în noiembrie 1998)[3]
- arie specială de conservare (în martie 2014)[2][4][5]

## Biodiversitate
Situată în ecoregiunea alpină, aria protejată conține 12 habitate naturale: Liziere de ierburi înalte hidrofile de câmpie și de nivel montan până la alpin, Pajiști alpine și subalpine calcaroase, Pajiști uscate seminaturale și facies de acoperire cu tufișuri pe substraturi calcaroase (Festuco-Brometalia) (* situri importante pentru orhidee), Pante stâncoase calcaroase cu vegetație casmofită, Pajiști alpine și boreale, Grohotișuri calcaroase și de șisturi calcaroase de la nivelul montan până la nivelul alpin (Thlaspietea rotundifolii), Păduri de fag Asperulo-Fagetum, Păduri ilirice de Fagus sylvatica (Aremonio-Fagion), Păduri de fag subalpine medio-europene cu Acer și Rumex arifolius, Tufărișuri cu Pinus mugo și Rhododendron hirsutum (Mugo-Rhododendretum hirsuti), Formațiuni ierboase bogate în specii de Nardus, dezvoltate pe substraturi silicioase în zone montane (și în zone submontane, în Europa continentală), Pajiști uscate seminaturale și facies de acoperire cu tufișuri pe substraturi calcaroase (Festuco-Brometalia) (* situri importante pentru orhidee).
La baza desemnării sitului se află mai multe specii protejate:
- plante (2): papucul doamnei (Cypripedium calceolus), Saxifraga tombeanensis
- păsări (21): minunița (Aegolius funereus), potârnichea de stâncă (Alectoris graeca saxatilis), acvilă de munte (Aquila chrysaetos), lăstun de casă (Delichon urbicum), ciocănitoare neagră (Dryocopus martius), muscar negru (Ficedula hypoleuca), ciuvică (Glaucidium passerinum), frunzăriță galbenă (Hippolais icterina), rândunică (Hirundo rustica), sfrâncioc roșiatic (Lanius collurio), Lyrurus tetrix tetrix, pietrar sur (Oenanthe oenanthe), viespar (Pernis apivorus), pitulice-fluierătoare (Phylloscopus trochilus), mărăcinar (Saxicola rubetra), silvie de zăvoi (Sylvia borin), silvie-mică (Sylvia curruca), mierlă (Turdus merula), sturz-cântător (Turdus philomelos), sturz (Turdus pilaris), sturzul de vâsc (Turdus viscivorus)
- mamifere (1): urs brun (Ursus arctos)

Pe lângă speciile protejate, pe teritoriul sitului au mai fost identificate 40 de specii de plante, 1 specie de amfibieni, 16 specii de mamifere, 2 specii de reptile.